# 小顆瘤蝨蚜
小顆瘤蝨蚜（学名：Metanipponaphis lithocarpicola）为扁蚜科顆瘤蝨蚜屬下的一个种。